# ماسودا تاكاهيسا
ماسودا تاكاهيسا، (بالإنجليزية: Takahisa Masuda)‏، (باليابانية: 増田貴久)، هو مغني، وممثل ياباني، ولد 5ي عام 1986م، في طوكيو، اليابان. له عدة ألقاب: (ماسو - تاكا - تيي تشان - بوتا)
الشركة التابع لها: جونيز انتر تيمنت

## أعماله التلفزيونية

### الدراما
- سوتسوقيو في دور تسويشي، 2010
- كاريي ناري سباي، في دور ياماقوتشي تورو 2009
- ريسكيو في دور تيزوكا يوتاكا 2009
- هونتوني آتتا كواي هاناشي 2007
- ورايرو كوي شيتاكا ناي في دور أكاي سانتا 2006
- دانس دريل في دور كارلوس سابوروتا 2006
- قاتشي باكا في دور اينوي كوتا 2006
- قيكيدان اينقيمونو 2005
- موساشي في دور موساشي الصغير 2003
- سان نين بي قومي كينباتشي سينسي 6..2002
- كواي نيتشي يوبي 2000

### أعلانات قام بها
RUSS-K
LAWSON (2008
)
Toyo Suisan Maru-chan Akai Kitsune Udon

## بداياته
ماسودا لم يكن يعرف أي شيء عن الجونيز.. كل مافي الأمر ان صديقة اخته قالت لأخته الكبرى..لديك أخ صغير صحيح؟ لذا دعيه ينضم
للجوهنيز..وهكذا تم إرسال ملفه الشخصي وفي اليوم التالي على الفور دُعي للانضمام إلى عائلة الجونيز جونيورز وفي ذلك الوقت
كان لايزال في الصف الخامس الابتدائي..
في تلك الفترة كان قائدا لفرقة الجونيز جونيورز كيس ماي اف تي.. والتي تتميز بالغناء والرقص أثناء ارتداء المزلجات أو السكيتيج
كان السبب في انضمامه إلى هذه الفرقة هو انه الوحيد القادر على الرقص والتزلج ويبدأ اسمه بحرف الـ M
بعد مرور خمس سنوات على دخوله للجوهنيز..تم ترسيمه ليكون في الفرقة نيوز NEWS
وفي عام 2006 حين توقفت الفرقة رسميا بعد الفضائح التي انتشرت عن عضويها اوتشي هيروكي وكوسانو هيونوري، استمر ماسودا
بالظهور في 3 درامات في سنة واحده، وفي نفس السنة تم ترسيمه مع عضو فرقة نيو الأخر تيقوشي ليشكلا فرقة " tegomassu" تيقوماسو
ماسودا يعتبر من أفضل الأصوات في الفرقة.. وهو راقص بارع..
ماسودا من عشاق الأكل وأطلق عليه زميلة في الفرقة «نيشيكيدو ريو» لقب بوتا «خنزير» لحبه للاكل 
جل اهتمام ماسودا هو بالأكل والملابس.. وهو مشهور بذوقه الغريب في الملابس ويهوى الألوان المشعه والملابس ذات الطباعة الغريبه
والملونه

## بعض أغاني السولو التي قام بأدائها
- بامكينج «اليقطينه»
- اكاتسوكي
- ماسوبرمان
- اتز باد

## روابط خارجية
- ماسودا تاكاهيسا على موقع IMDb (الإنجليزية)